# اتفاقية التجارة الحرة بين أستراليا والمملكة المتحدة

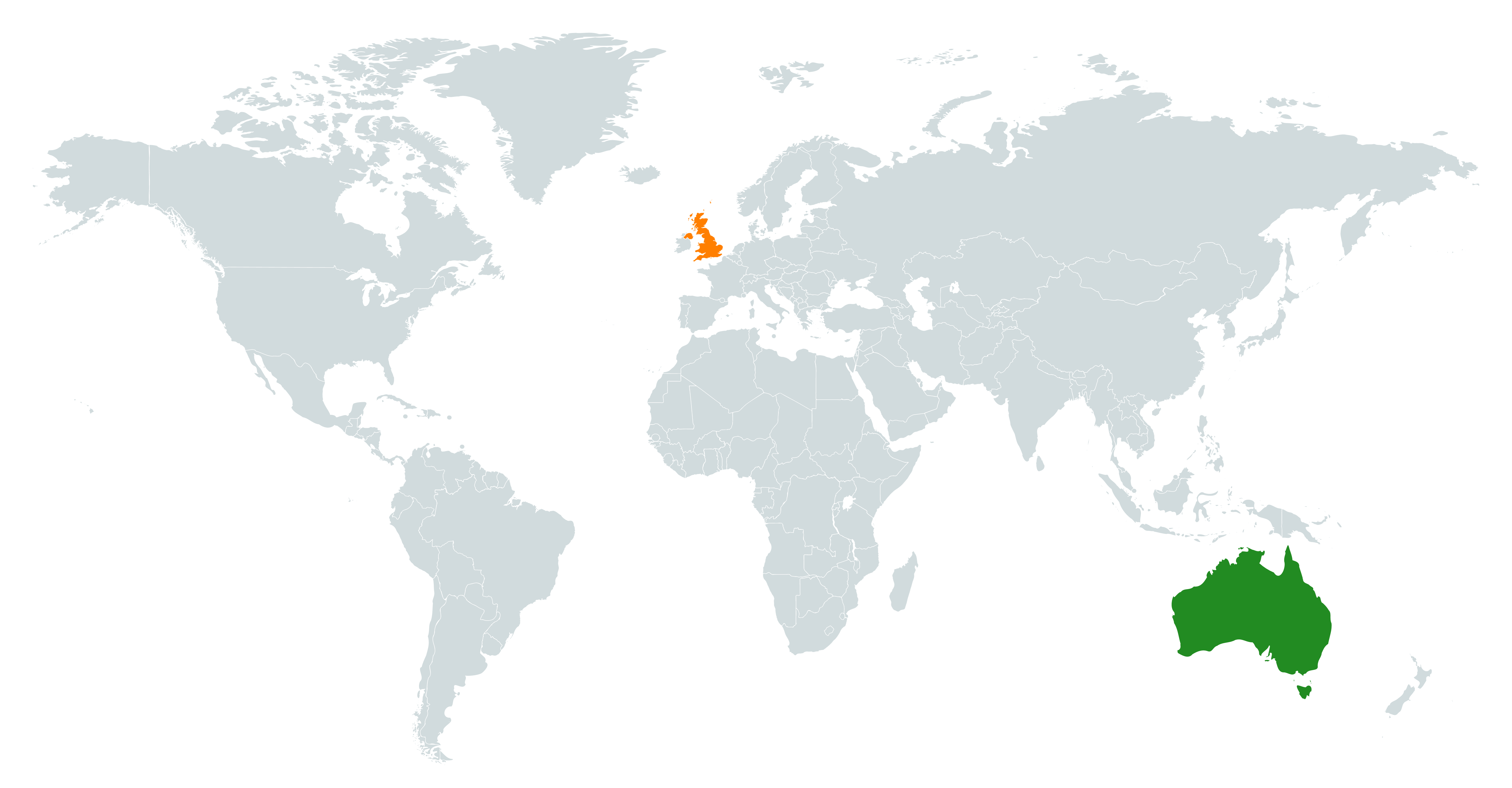
أستراليا و المملكة المتحدة على الخريطة حيث أستراليا باللون الأخضر والمملكة المتحدة باللون البرتقالي

اتفاقية التجارة الحرة بين أستراليا والمملكة المتحدة هي اتفاقية تجارة حرة مقترحة بين أستراليا والمملكة المتحدة. تم الاتفاق على الشروط العامة للاتفاقية في 14 يونيو 2021، بعد ما يقرب من عام من المفاوضات.

## خلفية
صوتت المملكة المتحدة لمغادرة الاتحاد الأوروبي في استفتاء عضوية المملكة المتحدة في الاتحاد الأوروبي لعام 2016 بنسبة 51.9٪ مقابل 48.1٪، في قرار يشار إليه باسم بريكست. غادرت المملكة المتحدة الاتحاد الأوروبي رسميًا في 31 يناير 2020. وجد الاستطلاع الذي أجرته تو غوف في الفترة من 7 إلى 8 سبتمبر 2016 أن أستراليا كانت الدولة التي أراد ناخبوا المغادرة توقيع اتفاقية التجارة الحرة معها، حيث صنفها 47٪ على أنها الدولة ذات الأولوية القصوى.
في عام 2020 بلغت قيمة التجارة بين البلدين 13.9 مليار جنيه إسترليني. تمثل أستراليا 0.4٪ من الصادرات البريطانية و1.3٪ من الواردات.

## المفاوضات
بدأت المملكة المتحدة وأستراليا مفاوضات اتفاقية التجارة الحرة في 17 يونيو 2020.
في 15 يونيو 2020 أصدرت الحكومة الأسترالية موقفها التفاوضي. بعد يومين في 17 يونيو 2020 أصدرت حكومة المملكة المتحدة أيضًا أهدافها التفاوضية، مع تحديد ما ترغب في تحقيقه في اتفاقية التجارة الحرة.
أعرب المزارعون في المملكة المتحدة عن قلقهم من أن الأسعار ستنخفض بسبب الواردات الأسترالية الأرخص. يبلغ إنتاج لحوم البقر الأسترالية حوالي 2.3 مليون طن من لحوم البقر سنويًا، مقارنة بـ 900.000 طن في المملكة المتحدة. يبلغ إنتاج لحوم الأغنام الأسترالية حوالي 700.000 طن، أي ضعف إنتاج المملكة المتحدة مرتين ونصف. سعت الحكومة البريطانية إلى وضع حد أقصى لمدة 15 عامًا على الواردات المعفاة من الرسوم الجمركية لمعالجة هذه المخاوف. وجد الاستطلاع أن 61٪ من البريطانيين أعطوا الأولوية لحماية المزارعين البريطانيين على توقيع اتفاقيات تجارية جديدة، 20٪ أعطوا الأولوية لتوقيع اتفاقيات تجارية جديدة.
في 14 يونيو 2021 تم التوصل إلى اتفاق على العشاء بين بوريس جونسون وسكوت موريسون. في 15 يونيو 2021 أعلنت الحكومة البريطانية أنه تم التوصل إلى اتفاق من حيث المبدأ.

## الدلالة
في 15 يونيو 2021 صرحت وزيرة الدولة البريطانية للتجارة الدولية ورئيس مجلس التجارة ليز تروس أن الاتفاقية «مهدت الطريق» لأن تصبح المملكة المتحدة عضوًا في الاتفاقية الشاملة والتدريجية للنقل العابر شراكة المحيط الهادئ. تقدمت المملكة المتحدة رسميًا بطلب للانضمام إلى شراكة المحيط الهادئ في فبراير 2021 وبدأت مفاوضات العضوية في 2 يونيو 2021.
تشير تقديرات الحكومة البريطانية إلى أن الاتفاقية ستنمي الاقتصاد البريطاني بمقدار 500 مليون جنيه إسترليني على مدار 15 عامًا، أي ما يعادل زيادة قدرها 0.02٪ في الناتج المحلي الإجمالي.
رحب الاتحاد الوطني الأسترالي للمزارعين بالصفقة باعتبارها فرصة لزيادة الصادرات الزراعية الأسترالية إلى المملكة المتحدة.